# Grand Prix de Wallonie féminin
Cet article concerne la course féminine. Pour la course masculine, voir Grand Prix de Wallonie (cyclisme).
Le Grand Prix de Wallonie féminin est une course cycliste féminine belge. Créée en 2022 sous le nom de Grisette Grand Prix de Wallonie, la course fait partie depuis sa création du calendrier de l'Union cycliste internationale en catégorie 1.1. Elle se court en Wallonie en septembre et son arrivée a lieu à Namur.

## Parcours
Le parcours d'environ 140 km part de la province de Liège pour rejoindre par un tracé vallonné la citadelle de Namur à l'instar du Grand Prix de Wallonie masculin.

## Palmarès
| Année | Vainqueur        | Deuxième             | Troisième        |
| ----- | ---------------- | -------------------- | ---------------- |
| 2022  | Julie De Wilde   | Justine Ghekiere     | Yara Kastelijn   |
| 2023  | Marta Lach       | Silvia Persico       | Victoire Berteau |
| 2024  | Karlijn Swinkels | Elisa Longo Borghini | Anouska Koster   |
| 2025  |                  |                      |                  |

## En savoir plus